# مادران صلح
مادران صلح ایران، نام گروهی از زنان فعال درصحنه اجتماعی ایران است که در تاریخ ۱۳ آبان ۱۳۸۶ با انتشار بیانیه‌ای در نشست مطبوعاتی کانون مدافعان حقوق بشر اعلام موجودیت نمودند.
مادران صلح، خود را اینگونه معرفی می‌کنند:
ما جمعی از مادران ایران زمینیم: با قومیت و مذاهب مختلف؛ مادرانی که دوران جوانیمان در مبارزه با دیکتاتوری شاه و امپریالیسم سپری شد؛ مادرانی که به امید ایرانی آباد و آزاد و برقراری عدالت در روند انقلاب شرکت داشتیم؛ مادرانی که در دوران ۸ سال جنگ ایران و عراق و پس از آن، برای تحقق آرمان‌های میهن‌مان هزینه‌های فراوانی متحمل شدیم؛ مادرانی که سخت‌ترین تحریم‌های اقتصادی را تحمل کردیم و صف‌های طویل را صبورانه تاب آوردیم، تا قوت روزانه خانواده را فراهم کنیم؛ مادرانی که با غرور و افتخار، روح عدالت‌خواهی و آزادی‌خواهی و استقلال و صلح را در رگ‌ های فرزندانمان جاری ساخته‌ایم؛
مادران صلح اهدافشان را: "حفاظت تا حد توانشان از میهن و آرمان های مردم‌شان در مقابل تهدیدها، و آرزوی رسیدن جوانانشان به صلح، عدالت و دموکراسی" بیان می‌کنند.
همچنین در معرفی‌نامه مادران صلح چنین آمده‌است:
ما مادران صلح و امیدیم و برای دستیابی به امنیت، آزادی و عدالت، که همان حقوق بشر است، برای خود و فرزندانمان تلاش خواهیم کرد. برای رسیدن به این اهداف به‌ سوی تمامی مادران ایران دست یاری دراز می‌کنیم.

به امید پیروزی، نه در جنگ، که بر جنگ!